# Aparcamiento robotizado

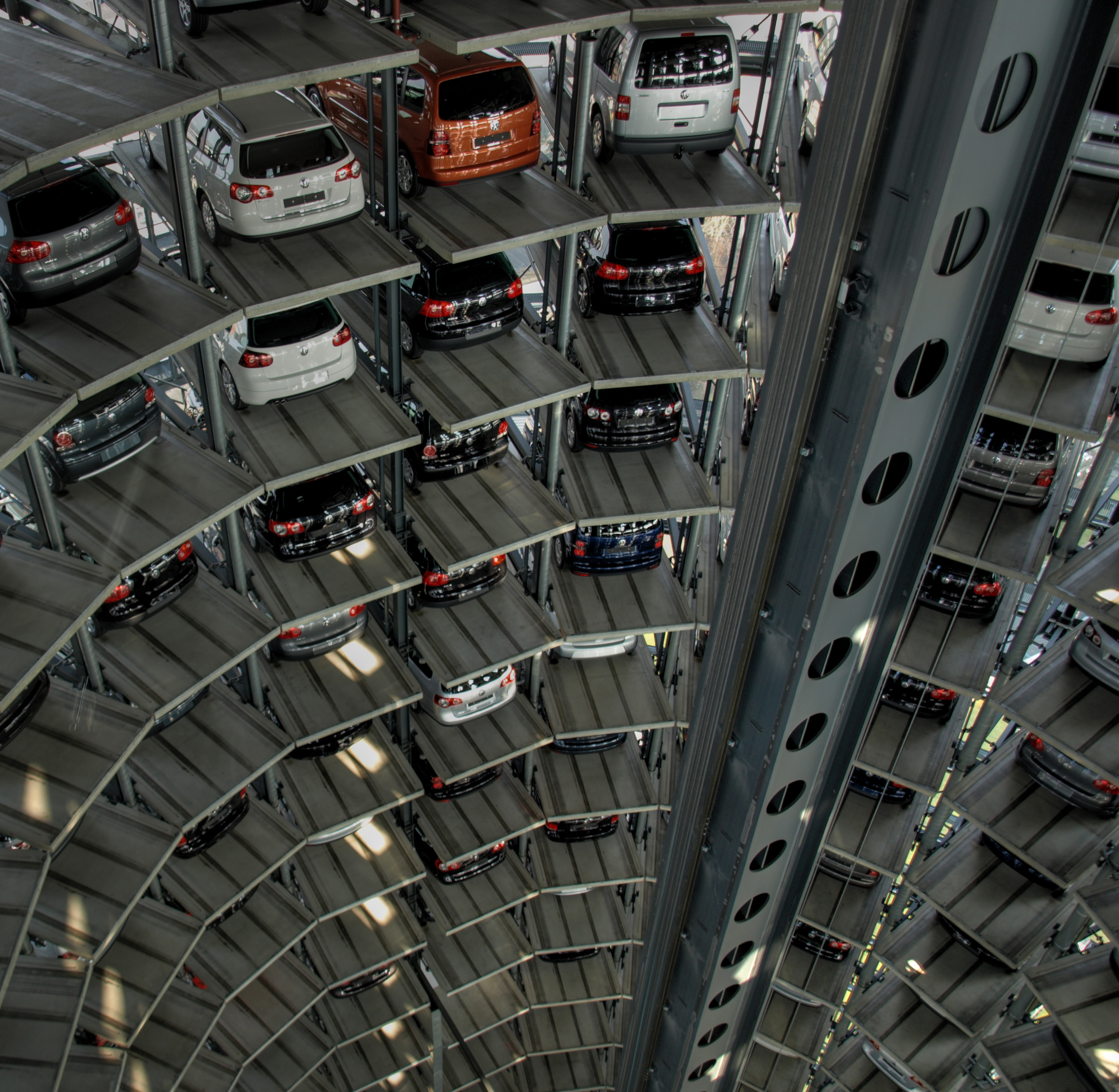
Aparcamiento robotizado

Los aparcamientos robotizados son sistemas de estacionamiento inteligentes orientados a fomentar el máximo confort del usuario, reducir las maniobras y a minimizar el espacio necesario por cada plaza de garaje.

## Orígenes
El concepto de este tipo de aparcamiento tiene sus orígenes en la preocupación por la falta de espacio para estacionar vehículos en las grandes ciudades. A medida que pasa el tiempo la escasez de suelo disponible se agrava y la instalación de este tipo de sistemas resulta cada vez más frecuente en villas y poblaciones pequeñas.
Además su uso se populariza en consonancia con el desarrollo de la vivienda domótica
Otra ventaja fundamental de este tipo de aparcamientos es la reducción de vehículos en la vía pública con el consiguiente ahorro de emisiones de CO2. Según un estudio realizado por Multiparking Iberia, cada plaza de aparcamientos robotizados reduce media tonelada de emisiones anualmente.

## Definición
Los aparcamientos robotizados son sistemas de estacionamiento inteligentes orientados a fomentar el máximo confort del usuario, reducir las maniobras y a minimizar el espacio necesario por cada plaza de garaje.
Además, este sistema evita hurtos, ya que ninguna persona puede entrar en el espacio donde se ubican los vehículos y reduce los gastos en pintura y limpieza del garaje al evitar el tránsito de personas.
Existe una gran variedad de sistemas, desde los más sencillos con plataformas de traslación y elevación, hasta los más avanzados aparcamientos totalmente robotizados. De hecho, los expertos consideran que el paso definitivo en la consecución de la domótica ha sido el aparcamiento robotizado. 

## Sistemas de aparcamiento robotizado

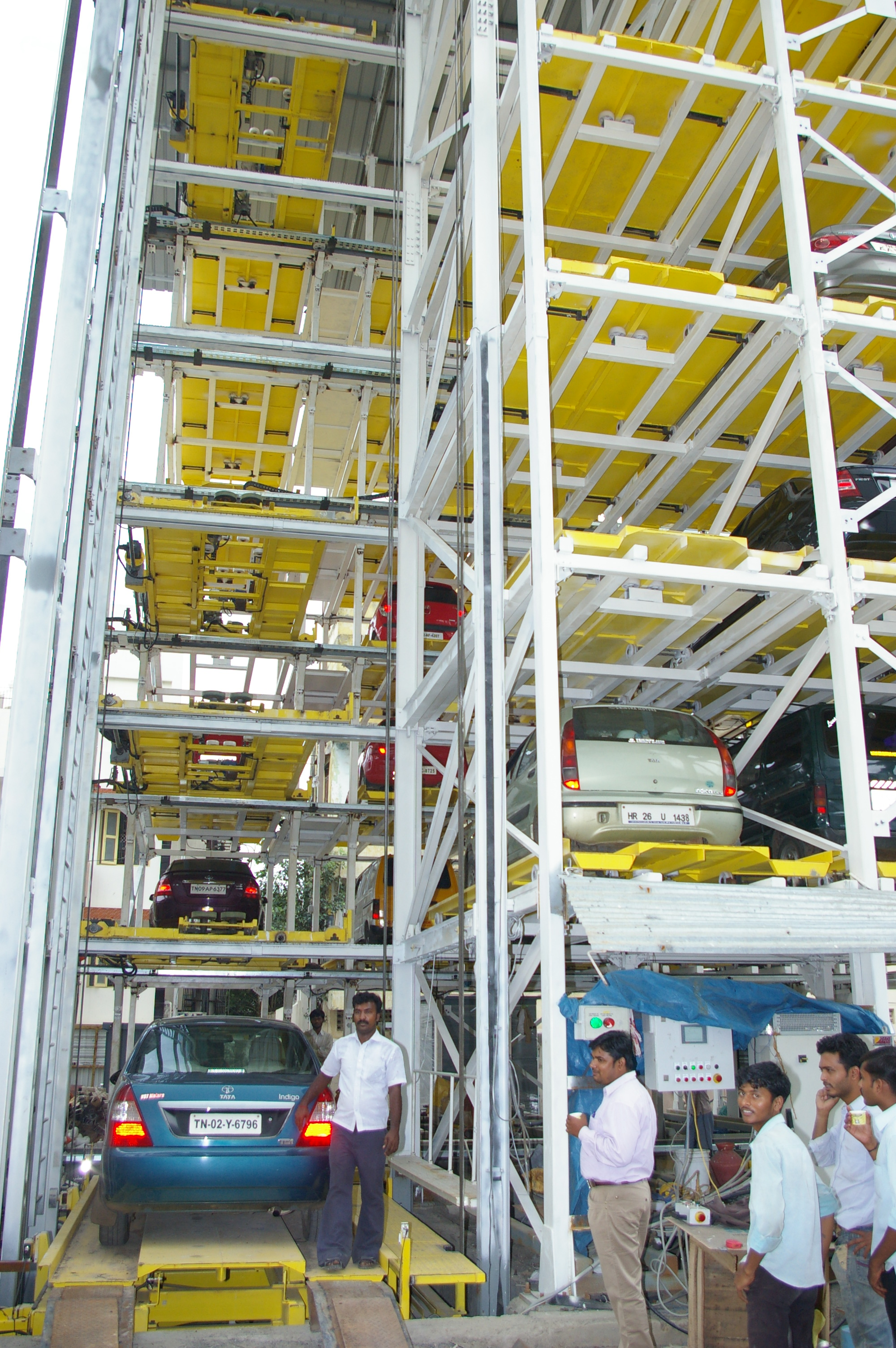
Aparcamiento semiautomático

Atendiendo a los diferentes tipos de espacios y necesidades de cada persona, entidad o comunidad de vecinos se pueden instalar diferentes tipos de sistemas de aparcamiento mecánico, automáticos o semiautomáticos. 
A su vez los aparcamientos semiautomáticos, pueden dividirse en:
- independientes, los vehículos se pueden aparcar y recoger independiente el uno del otro
- dependientes, para recoger los vehículos en las plazas superiores hay que vaciar las plazas inferiores

Una tipología básica permite distinguir entre:
- Parker Sistema de plataformas mecánicas. La mejora que introduce este sistema frente a otros es la sencillez de la instalación y su perfecta adecuación a edificios antiguos con poco espacio. La instalación de este sistema permite duplicar la capacidad en un solo sótano frente a un aparcamiento convencional.
- Semiautomáticos Es el conductor quien conduce el vehículo hasta la plaza del aparcamiento, de forma que aumenta la capacidad de los estacionamientos. Todos los vehículos se encuentran en un espacio protegido con puertas con llaves, quedando a salvo de robos y vandalismo. Gracias a estos sistemas puede llegar a triplicarse la capacidad del aparcamiento en un solo sótano.
- Robotizados El vehículo se transporta de forma automática, sin conductor, mediante equipos de elevación y transporte hasta su almacenamiento. Las compañías especializadas en soluciones con aparcamientos robotizados ofrecen atención personalizada para quien desee instalar un sistema de estas características, ya que aunque se basen en elementos estándares de transporte, deben ajustarse a distintas geometrías. Otras compañías que ofrecen este tipo de sistema de estacionamiento, han desarrollado programas que permiten conocer el producto que mejor se adapta a las necesidades de cada uno.

## Características
Algunas de las características relevantes de los aparcamientos robotizados son:

### Seguridad
- para los usuarios: son sistemas completamente automáticos, sin personal y muy fáciles de usar, la interacción con el usuario es totalmente intuitiva. El usuario deja su vehículo aparcado en una cabina muy iluminada y de fácil acceso, confortable. No es necesario caminar por zonas oscuras, ni transitar por escaleras interiores para dejar o recoger el vehículo.
- para los vehículos: El acceso a la zona de almacenamiento está prohibido, solo es posible para el personal autorizado de mantenimiento. Los vehículos son almacenados en estanterías, por lo que se evitan daños por vandalismo, robo, roces o golpes causados por otros usuarios del aparcamiento, muy común en sistemas convencionales.

### Optimización del espacio y coste
El aprovechamiento del espacio en estos sistemas permite un ahorro de volumen y superficie entre el 40% y 50% comparado con aparcamientos convencionales. La cantidad de plazas que optimizan el coste de un sistema de aparcamiento robotizado es de entre 50 y 60 plazas por robot y cabina, de esta manera se cumplen las normativas europeas de calidad del sistema.(VDI 4466) Reducción del volumen de obra civil, no es necesaria la construcción de forjados, rampas para el acceso de vehículos, núcleos de circulación vertical, ni calles de desplazamiento. Optimización del proceso constructivo, ya que el montaje del aparcamiento puede realizarse una vez acabada la obra civil, a través del hueco de cabina, no interfiriendo con las obras del resto del edificio.

### Protección del medioambiente
El vehículo es transportado hasta su plaza, por lo que el motor se apaga una vez el coche es introducido en la cabina de entrada, esto reduce la emisión de contaminantes en el interior del sistema y un ahorro considerable de energía al no tener que circular por el interior buscando sitio para aparcar.

### Adaptabilidad
Los sistemas de aparcamiento robotizado son muy adaptables, tanto a proyectos de rehabilitación arquitectónica como de obra nueva, gracias a su concepción modular y número de combinaciones. Ofreciendo plazas de aparcamiento en ubicaciones en que es imposible un aparcamiento convencional con rampas.

### Tiempo de operación de un sistema
Los sistemas de aparcamiento robotizado están diseñados para optimizar el tiempo de operación, esto significa que el tiempo de aparcamiento es siempre el mínimo. Los sistemas están concebidos para optimizar al máximo los tiempos de operación de entrada y salida. Los tiempos de aparcamiento de un vehículo oscilan entre 90 y 200 segundos, dependiendo del tipo de sistema y su configuración. Los tiempos acumulados se reducen gracias a la posibilidad de realizar operaciones mecánicas de forma simultánea. Disponemos de sistemas que pueden realizar desplazamientos horizontales, verticales y girar el vehículo a la vez, dejándolo en posición de circulación, y también intercambiar los pallets ocupados por pallets vacíos.

### Reinserción de edificios al mercado inmobiliario
Un aparcamiento robotizado permite reinsertar al mercado inmobiliario una bolsa de inmuebles de difícil comercialización, generalmente son edificios que no tienen posibilidades de incluir plazas de aparcamiento, algo que exigen las actuales normativas urbanísticas. Si a esto añadimos un precio asequible en tecnología punta como el que ofrecen, se obtiene un factor fundamental para convertir en viables económicamente muchas operaciones inmobiliarias.